# Trzebin (Człopa)
Trzebin (deutsch Trebbin, früher Trebin) ist ein Dorf in der Landgemeinde (Gmina) Człopa (Schloppe) im Powiat Wałecki (Deutsch Kroner Kreis) der polnischen Woiwodschaft Westpommern.

## Geographische Lage
Das Dorf liegt südlich des Krebs-Sees, etwa 35 Kilometer südwestlich von Deutsch Krone (Wałcz), drei  Kilometer südsüdöstlich von Schloppe (Człopa) und vier Kilometer ostsüdöstlich von Drahnow (Drzonowo Wałeckie).

## Geschichte
Die Grenzregion des Netzedistrikts, in der das Dorf liegt, hatte ursprünglich zum Herzogtum Pommern gehört, war vorübergehend unter polnische Herrschaft gelangt und dann an die Markgrafen von Brandenburg gekommen. Im Rahmen der Ersten Teilung Polen-Litauens kam das Dorf 1772 zusammen mit dem Landkreis Deutsch Krone an Preußen.
Das Dorf gehörte früher zu den Zützerer Gütern der Familie Goltz.
1641 hieß das Dorf Trebin und Trzebice. Der Ortsbezeichnung soll der altslawische Begriff treba, für Opferaltar, zugrunde liegen. 1785 verkaufte der bisherige Besitzer von der Goltz das Gut Drahnow zusammen mit Trebbin an den Pächter der Friedländer Güter für 17.500 Taler.
Die Gemeinde Trebbin hatte um 1930 eine 12,2 km² große Gemarkungsfläche, und auf dem Gemeindegebiet, in dem Trebbin der einzige Wohnplatz war, standen 53 bewohnte Wohnhäuser.
Im Jahr 1945 gehörte Trebbin zum Landkreis Deutsch Krone im Regierungsbezirk Grenzmark Posen-Westpreußen der preußischen Provinz Pommern des Deutschen Reichs. Trebbin war dem Amtsbezirk Drahnow zugeordnet.
Im Februar 1945 wurde Trebbin von der Roten Armee besetzt. Nach Beendigung der Kampfhandlungen wurde die Region seitens der sowjetischen Besatzungsmacht zusammen mit ganz Hinterpommern und der südlichen Hälfte Ostpreußens – militärische Sperrgebiete ausgenommen – der Volksrepublik Polen zur Verwaltung überlassen. Es wanderten nun Polen zu. Trebbin wurde unter der polnischen Ortsbezeichnung „Trzebin“ verwaltet. Die einheimische Bevölkerung wurde von der polnischen Administration aus Trebbin vertrieben.

### Demographie
| Jahr | Einwohner | Anmerkungen |
| ---- | --------- | --- |
| 1783 | –         | adliges Dorf und Vorwerk nebst einer katholischen Filialkirche von Schloppe, 27 Feuerstellen (Haushaltungen), im Netzedistrikt, Kreis Krone |
| 1818 | 139       | adliges Dorf, zur Herrschaft Drahnow gehörig                                                                                                |
| 1864 | 419       | darunter 390 Evangelische und 29 Katholiken                                                                                                 |
| 1910 | 396       | am 1. Dezember, davon 354 Evangelische und 52 Katholiken; sechs Personen mit polnischer Muttersprache                                       |
| 1925 | 426       | darunter 379 Evangelische und 47 Katholiken                                                                                                 |
| 1933 | 435       | [ 7 ] |
| 1939 | 404       | [ 7 ] |

## Kirche
Die Protestanten der bis 1945 anwesenden Dorfbevölkerung gehörten zum evangelischen Kirchspiel Schloppe.